# Love Songs (Aretha Franklin)
Love Songs è un album della cantante soul statunitense Aretha Franklin pubblicato nel 1997 per la Sony Records e contenente materiale già edito.

## Tracce
1. I Wonder (Where Are You Tonight) - 3;23
2. Skylark - 2:50
3. Laughing On The Outside (Crying On The Inside) - 3:16
4. Without The One You Love - 2:47
5. This Bitter Earth - 4:35
6. Drinking Again - 3:27
7. Muddy Water - 2:23
8. Trouble In Mind - 2:55
9. Just For A Thrill - 2:51
10. Try A Little Tenderness - 3:15
11. I Wish I Didn't Love You So - Aretha Franklin
12. Only The Lonely - 4:53
13. But Beautiful - 2:56
14. What A Diff'rence A Day Made - 3:30
15. If Ever I Would Leave You - 4:08